# Àlguema
L'Àlguema és una riera de l'Alt Empordà, afluent del Manol pel costat dret i, per tant, de la conca de la Muga. És una riera de poc cabal que a més és irregular, com correspon a una riera mediterrània, amb secades a l'estiu i crescudes en època de pluja. Pel que fa a la diversitat biològica és un riu ple de vida: el poblen les típiques espècies de riu català, barbs i truites, crancs de riu (actualment dominat pel cranc de riu americà, l'autòcton ha gairebé desaparegut), anguiles, serps d'aigua, salamandres, gripaus, granotes… Les ribes estan plenes de la vegetació de ribera: verns, pollancres…